# Wilhelm Trippler

Wilhelm Trippler

Wilhelm Trippler (* 30. August 1897 in Nienburg/Weser; † 4. Juni 1974 in Marklohe) war ein deutscher Politiker (NSDAP).

## Leben und Wirken
Trippler besuchte von 1904 bis 1912 die Volks- und Mittelschulen in Nieburg, Saarbrücken und Brandenburg an der Havel. Danach nahm er eine kaufmännische Lehre auf. Nach Ausbruch des Ersten Weltkrieges meldete er sich als Kriegsfreiwilliger zum Wehrdienst. Im Juli 1918 verlor er durch eine Kriegsverwundung den linken Arm mit Schulterblatt. Trippler wurde 1919 aus der Armee entlassen. Von 1920 bis 1926 arbeitete er im väterlichen Geschäft als Geschäftsführer, anschließend leitete er bis 1931 die Auslandsabteilung eines Wirtschaftsunternehmens.
Da er sich öffentlich als Redner für die NSDAP betätigte, wurde er 1931 arbeitslos. Er trat der SA bei, wurde zunächst Sturmführer, dann Ortsgruppenleiter und 1932 Leiter des Sozialamtes zur Gauleitung Magdeburg-Anhalt.
Im Mai wurde er für die NSDAP ehrenamtlicher Stadtrat von Dessau ein. Er wohnte im Stadtteil Ziebigk, Privatstraße 5, und erhielt die Leitung des Fürsorgeamtes der Stadt Dessau übertragen.
Trippler kandidierte auf dem Wahlvorschlag für die NSDAP auf Platznummer 656 bei der Wahl zum Deutschen Reichstag am 12. November 1933, zog aber zunächst nicht in den nationalsozialistischen Reichstag ein. Erst nach dem Ausscheiden von Walter Sommer rückte er Ende 1934 nach und behielt das Mandat bis zum Ende der NS-Herrschaft im Frühjahr 1945.
Ab Anfang Januar 1935 war Trippler Gebietsinspekteur der NSKOV für Mitteldeutschland und wurde am 1. Dezember 1937 zum Ehrenoberführer des NSKK ernannt.
Anfang Dezember 1937 wurde Trippler Polizeipräsident in Dessau, war ab Anfang Juli in dieser Position nur noch im Wartestand und schied am 15. Januar 1941 auf eigenen Wunsch aus diesem Amt aus. Ab Anfang Juli 1939 leitete er das Gaukriegsopferamt für den Bereich Magdeburg-Anhalt.